# Takehiro Tomiyasu
Takehiro Tomiyasu (冨安 健洋, Tomiyasu Takehiro, Fukuoka, 5 november 1998) is een Japans voetballer die doorgaans als centrale verdediger speelt. Hij tekende in 31 augustus een contract tot medio 2025 met een optie voor een extra jaar bij Arsenal dat hem overnam van Bologna. Tomiyasu debuteerde in 2018 in het Japans voetbalelftal.

## Clubcarrière
Tomiyasu is afkomstig uit de jeugdopleiding van Avispa Fukuoka. In januari 2018 tekende hij een driejarig contract bij Sint-Truidense VV. Op 12 mei 2018 debuteerde hij in de Eerste klasse, tegen Antwerp.

## Clubstatistieken
| Seizoen         | Club              | Competitie      | Competitie | Competitie | Beker | Beker | Internationaal | Internationaal | Totaal | Totaal |
| Seizoen         | Club              | Competitie      | Wed.       | Dlp.       | Wed.  | Dlp.  | Wed.           | Dlp.           | Wed.   | Dlp.   |
| --------------- | ----------------- | --------------- | ---------- | ---------- | ----- | ----- | -------------- | -------------- | ------ | ------ |
| 2015            | Avispa Fukuoka    | J2 League       | 0          | 0          | 0     | 0     | –              | –              | 0      | 0      |
| 2016            | Avispa Fukuoka    | J1 League       | 10         | 0          | 5     | 0     | –              | –              | 15     | 0      |
| 2017            | Avispa Fukuoka    | J2 League       | 37         | 1          | 0     | 0     | –              | –              | 37     | 1      |
| 2017/18         | Sint-Truidense VV | Eerste klasse A | 1          | 0          | 0     | 0     | –              | –              | 1      | 0      |
| 2018/19         | Sint-Truidense VV | Eerste klasse A | 37         | 1          | 3     | 0     | –              | –              | 40     | 1      |
| 2019/20         | Bologna FC        | Serie A         | 29         | 1          | 1     | 0     | –              | –              | 30     | 1      |
| 2020/21         | Bologna FC        | Serie A         | 31         | 2          | 2     | 0     | –              | –              | 33     | 2      |
| 2021/22         | Bologna FC        | Serie A         | 1          | 0          | 0     | 0     | –              | –              | 1      | 0      |
| 2021/22         | Arsenal           | Premier League  | 21         | 0          | 1     | 0     | –              | –              | 22     | 0      |
| Carrière totaal | Carrière totaal   | Carrière totaal | 154        | 5          | 9     | 0     | 0              | 0              | 181    | 5      |

## Interlandcarrière
Tomiyasu speelde voor meerdere Japanse nationale jeugdelftallen. In 2016 won hij met Japan –19 het Aziatisch kampioenschap voor spelers onder 19 jaar. Op 12 oktober 2018 debuteerde Tomiyasu voor Japan in een oefeninterland tegen Panama.

## Statistieken
| Japans voetbalelftal | Japans voetbalelftal | Japans voetbalelftal |
| Jaar                 | Wed.                 | Dlp.                 |
| -------------------- | -------------------- | -------------------- |
| 2018                 | 2                    | 0                    |
| 2019                 | 16                   | 1                    |
| 2020                 | 3                    | 0                    |
| 2021                 | 2                    | 2                    |
| Totaal               | 23                   | 1                    |